# Bora Ćosić
Bora Ćosić (serbisch-kyrillisch Бора Ћосић; * 5. April 1932 in Zagreb, Königreich Jugoslawien) ist ein serbischer Schriftsteller.

## Leben
Geboren in Zagreb, wuchs Ćosić in Belgrad auf. Er absolvierte ein Studium der Philosophie an der Universität Belgrad. In den 1950er und 1960er Jahren war er Mitarbeiter und Redakteur verschiedener literarischer Zeitschriften (Mlada kultura, Delo, Književnost, Knjiiževne novine, Revija Danas). Später arbeitete er in der dramaturgischen Abteilung der Belgrader Produktionsfirma Avala Film.
Für seinen Roman Die Rolle meiner Familie in der Weltrevolution erhielt Ćosić (1969 oder 1970) den Kritikerpreis des renommierten Belgrader Wochenmagazins NIN (Nedelnje Informativne Novine).
1992 verließ Ćosić Serbien aus Protest gegen das Milošević-Regime und ging nach Rovinj (Kroatien), später nach Berlin. Zur Zeit der Jugoslawienkriege nannte er Belgrad nur „die Stadt, aus der heraus der Krieg regiert wird“.
Er war Kolumnist für die Spliter Wochenzeitung Feral Tribune.
Ćosić ist Unterzeichner der 2017 veröffentlichten Deklaration zur gemeinsamen Sprache der Kroaten, Serben, Bosniaken und Montenegriner.
Er ist Mitgründer des PEN Berlin.

## Ehrungen
Im Jahr 2002 wurde Ćosić mit dem Leipziger Buchpreis zur Europäischen Verständigung ausgezeichnet.
2008 erhielt er zusammen mit seiner Übersetzerin Katharina Wolf-Grießhaber den Albatros-Literaturpreis der Günter-Grass-Stiftung Bremen.
Der Internationale Stefan-Heym-Preis der Stadt Chemnitz wurde Ćosić im Jahre 2011 verliehen.

## Werke
- Wie unsere Klaviere repariert wurden. Satiren. Suhrkamp (= edition suhrkamp 289), Frankfurt am Main 1968
- Musils Notizbuch. Ein Roman aus Triest. Droschl, Graz 1994, ISBN 3-85420-368-3
- Die Rolle meiner Familie in der Weltrevolution. Rowohlt, Berlin 1994; Suhrkamp Taschenbuch, Frankfurt am Main 2002, ISBN 3-518-39922-5
- Interview am Zürichsee. (Intervju na ciriškom jezeru.) Aus dem Serbischen von Barbara Antkowiak, Rowohlt Verlag, Berlin 1995, ISBN 3-87134-237-8. ISBN 3-87134-237-8
- Das barocke Auge. Essays. Aus dem Serbischen von Barbara Antkowiak, mit einem Nachwort von Karl-Markus Gauß, Babel-Verlag, München 1997, ISBN 3-928551-23-X
- Bel Tempo. Jahrhundertroman. Rowohlt, Berlin 1998, ISBN 3-87134-268-8
- Die Zollerklärung. Suhrkamp (es 2213), Frankfurt am Main 2001, ISBN 3-518-12213-4
- Die Toten. Das Berlin meiner Gedichte. DAAD, Berlin 2001, ISBN 3-89357-095-0
- Das Weben. Ludewig, München 2002, ISBN 3-9808640-1-4
- 3 Miniaturen. Privatdruck. Ludewig, München 2002
- Das Land Null. Suhrkamp, Frankfurt am Main 2004, ISBN 3-518-41611-1
- 7 Gedichte. Ludewig, München 2004, ISBN 3-9808640-8-1
- Irenas Zimmer. Gedichte. Folio, Wien-Bozen 2005, ISBN 3-85256-307-0
- Die Reise nach Alaska. Suhrkamp (= es 2493), Frankfurt am Main 2007, ISBN 978-3-518-12493-2
- Die Vogelklasse. Prosa. Folio, Wien-Bozen 2008, ISBN 978-3-85256-399-2
- Die Bügelmaus. Holzschnitte von Christian Thanhäuser. Edition Thanhäuser, Ottensheim 2008, ISBN 978-3-900986-67-4
- Alaska! Gedichte für Lida. Radierungen von Wolfgang Petrick. Edition Mariannenpresse, Berlin 2008, ISBN 978-3-926433-45-9
- Brecht (Text Dt./Serb.). Ludewig, Kirchseeon 2009, ISBN 978-3-9810572-6-3
- Im Ministerium für Mamas Angelegenheiten. Geschichten über alle möglichen Gewerbe. Folio, Wien-Bozen 2011, ISBN 978-3-85256-556-9
- Eine kurze Kindheit in Agram. 1932–1937. Aus dem Serbischen von Brigitte Döbert. Frankfurt am Main: Schöffling & Co., 2011, ISBN 978-3-89561-585-6
- Frühstück im Majestic. Belgrader Erinnerungen. Aus dem Serbischen von Katharina Wolf-Grießhaber. München, Hanser Verlag 2012, ISBN 978-3-446-23851-0
- Lange Schatten in Berlin. Aus dem Serbischen von Brigitte Döbert. Frankfurt am Main: Schöffling & Co., 2014, ISBN 978-3-89561-586-3
- Die Tutoren. Aus dem Serbischen von Brigitte Döbert. Frankfurt am Main: Schöffling und Co., 2015, ISBN 978-3-89561-587-0 – ausgezeichnet 2016 mit dem Straelener Übersetzerpreis der Kunststiftung NRW und mit dem Preis der Leipziger Buchmesse 2016 für die Übersetzung
- Konsul in Belgrad. Roman. Aus dem Serbischen von Katharina Wolf-Grießhaber. [Orig.: Konsul u Beogradu, Belgrad 2008]. Folio, Wien 2016. ISBN 978-3-85256-699-3.
- Operation Kaspar. Aus dem Serbischen von Brigitte Döbert. Frankfurt am Main: Schöffling & Co., 2022, ISBN 978-3-89561-617-4.

### Aufsätze
- In Montenegro. In: Lettre International 79, Winter 2007, S. 7–11. ISSN 0945-5167
- Donaubaedeker. In: Lettre International 99, Winter 2012, S. 52–61. ISSN 0945-5167
- Italienische Reise. In: Lettre International 104, Frühjahr 2014, S. 56–63. ISSN 0945-5167
- Das Schweigen des Meeres. In: Lettre International 117, Sommer 2017, S. 17–24. ISSN 0945-5167
- Ich, Anastasia. In: Lettre International 118, Herbst 2017, 41–42. ISSN 0945-5167

- Odessa. In: Lettre International 120, Frühjahr 2018, S. 90–97. ISSN 0945-5167
- Das Auge von Vaništa. In: Lettre International 124, Frühjahr 2019, S. 100–104. ISSN 0945-5167
- Mein Nachkomme. In: Lettre International 125, Sommer 2019, S. 71–75. ISSN 0945-5167